# Stigmacros lanaris
Stigmacros lanaris är en myrart som beskrevs av Mcareavey 1957. Stigmacros lanaris ingår i släktet Stigmacros och familjen myror. Inga underarter finns listade i Catalogue of Life.